# تايني إم سي إي
تايني إم سي إي هو محرر نصوص عبر الإنترنت طوّرت شركة تايني تيكنولوجيز كبرنامج مفتوح المصدر، وصدر الإصدار الثاني منه والإصدارات اللاحقة له بموجب رخصة جنو العمومية. يستند مُحرر تايني إم سي إي إلى نموذج عمل مجاني يتضمن محررًا أساسيًا مجانيًا مع باقات مدفوعة بميزات متقدمة. ويعمل تايني إم سي إي على تحويل النصوص المُنسقة بلغة تأشير النص الترابطي أو أي عناصر أخرى بلغة تأشير النص الترابطي إلى نماذج قابلة للتحرير. صُمم تايني إم سي إي لكي يعمل بشكل متكامل مع مكتبات جافا سكريبت مثل رياكت، وفيو جي إس، وأنجولار وستينسل جي إس، بالإضافة إلى أنظمة إدارة المحتوى مثل جوملا وووردبريس.

## المتصفحات المتوافقة
لم يعُد تايني إم سي إي، بدءًا من من الإصدار 6.0 الصادر في 3 مارس (أذار) 2022، يدعم مُتصفح ويب إنترنت إكسبلورر، بينما لا يزال تايني إم سي إي يعمل بشكل متوافق مع مُتصفحات الويب التالية على أي نظام تشغيل يدعم هذه المُتصفحات بصورة رسمية:
- جوجل كروم
- موزيلا فيرفكس
- سفاري
- مايكروسوفت إيدج

## الأدوات
يوفر تطبيق تايني إم سي إي الكثير من أدوات التحرير والتنسيق والتدقيق، والتي يُمكن تصنيفها إلى:

### أدوات مجانية ومفتوحة المصدر
يأتي تايني إم سي إي 7 مزودًا بـ 28 أداة مفتوحة المصدر، ومنها:
- أداة أنماط القوائم
- أداة خريطة الأحرف
- أداة الأكواد البرمجية
- أداة عينة الأكواد البرمجية
- الأداة الاتجاهية
- أداة المعاينة
- أداة الحفظ
- أداة البحث والاستبدال
- أداة إضافة الجداول
- أداة الكتل المرئية

### أدوات إضافية خاصة
توفّر النُسخة المدفوعة من تايني إم سي إي 7 نحو 30 أداة إضافية خاصة، ومنها:
- مدقق إمكانية الوصول
- مساعد الذكاء الاصطناعي
- محرر شيفرة مُحسّن
- أداة الجداول المُحسّنة
- أداة التصدير إلى PDF
- أداة التصدير إلى الوورد
- أداة الاستيراد من الوورد
- مدقق الروابط
- أداة المعادلات الرياضية
- لغة ترميز مارك داون
- سجل المراجعات
- أداة المدقق الإملائي
- أداة إضافة القوالب

## واجهة برمجة التطبيقات
يحتوي تايني إم سي إي على واجهة برمجة تطبيقات شاملة ومتكاملة وقابلة للتخصيص.

## اللغات المدعومة
يدعم الإصدار السابع من تطبيق تايني إم سي إي 65 حزمة لغة مختلفة، كما يدعم الكتابة من اليمين إلى اليسار. كما توفّر نُسخة تيني كلاود المدفوعة من تطبيق تايني إم سي إي 38 حزمة لغة مختلفة مع إمكانية الترجمة بشكل احترافي، إلى جانب دعم الكتابة من اليمين إلى اليسار.

## إدارة الملفات
يُعتبر تطبيق تايني إم سي إي في الأساس تطبيقًا من جانب العميل. وبالتالي، فهو لا يتضمن برامج إدارة ملفات أصلية لمختلف تقنيات الخادم، وعلى الرغم من ذلك، فهناك العديد من الحلول التي قُدمت لإدارة الملفات، مثل حلول إدارة الملفات مفتوحة المصدر.

## الدعم
توقف دعم الإصدار الخامس من تايني إم سي إي رسميًّا في 20 أبريل (نيسان) 2023، ولكن لا تزال العديد من المنصات والخدمات توفّر دعمًا من ند إلى ند للإصدارات اللاحقة من برنامج تايني إم سي إي على، مثل منصات غيت هاب وأوفرفلو وستاك أوفرفلو.

## السمات والواجهات
تُشير السمات والواجهات في برنامج تايني إم سي إي إلى جوانب مختلفة من المحرر، حيث ترتبط السمة ببناء المحرر، بينما تُجري الواجهة تغييرات على مظهر المحرر. تُسمى السمة الافتراضية في إصدار تايني إم سي إي 5.إكس باسم سيلفر، بينما تُسمى الواجهة الافتراضية باسم أكسيد. وفي إصدار تايني إم سي إي 6.إكس، يُسمى القالب الافتراضي أيضًا باسم سيلفر، ويُسمى المظهر الافتراضي أيضًا باسم أكسيد.
قدم الإصدارين الثاني والثالث من تايني إم سي إي طرقًا متنوعة لتخصيص مظهر وأسلوب المحرر. وجاء الإصدار تايني إم سي إي 3.إكس مزودًا بواجهتين إحداهما بسيطة والأخرى متقدمة. أنشئت أول لأداة للواجهات في الإصدار الرابع من برنامج تايني إم سي إيـ إلى جانب توفير المزيد من الواجهات في مستودع الواجهات والمكونات الإضافية. أما في الإصدارين الخامس والسادس من برنامج تايني إم سي إي، فقد أصبح من المُمكن إنشاء وتخصيص الواجهات باستخدام أداة الواجهات التفاعلية من تايني إم سي إي.

## الضاغط
يحتوي برنامج تايني إم سي إي أيضًا على حزمة ضغط اختيارية لتقليل وقت تنزيل النصوص البرمجية، وتقليل وقت تهيئة النص البرمجي. تتوفر حزمة الضاغط لكُل من صفحات المعالج المسبق للنصوص الفائقة وصفحات الخادم النشط وصفحات خادم جافا وصفحات كولدفيوشن، كما تتوفر أيضًا حزمة ضغط روبي أون ريلز التابعة لجهة خارجية.

## التاريخ
اعتمدت شركة تايني تيكنولوجيز في تطوير برنامج تايني إم سي إي على نظام إدارة المحتوى الذي طوره كل من جون سورلين وواكين ليندكفيست من نظام إدارة المحتوى الأصلي الخاص بهما، والذي قدماه لأول مرة عام 2004 تحت اسم مُحرر موكسيكود للمحتوى.

## الإصدارات
| الإصدار | تاريخ الطرح                   | حالة الدعم                     | ملاحظات |
| ------- | ----------------------------- | ------------------------------ | --- |
| 1.0     | 11 مارس (أذار) 2004           | إصدار قديم لم يعد مدعومًا       | |
| 1.1     | 26 مايو (أيار) 2004           | إصدار قديم لم يعد مدعومًا       | |
| 1.2     | 5 يوليو (تموز) 2004           | إصدار قديم لم يعد مدعومًا       | |
| 1.3     | 10 سبتمبر (أيلول) 2004        | إصدار قديم لم يعد مدعومًا       | |
| 1.4     | 9 يناير (كانون الثاني) 2005   | إصدار قديم لم يعد مدعومًا       | |
| 2.0     | 1 ديسمبر (كانون الأول) 2005   | إصدار قديم لم يعد مدعومًا       | |
| 2.1     | 13 فبراير (شباط) 2007         | إصدار قديم لم يعد مدعومًا       | |
| 3.0     | 30 يناير (كانون الثاني) 2008  | إصدار قديم لم يعد مدعومًا       | |
| 3.1     | 17 يونيو (حزيران) 2008        | إصدار قديم لم يعد مدعومًا       | |
| 3.2     | 11 سبتمبر (أيلول) 2008        | إصدار قديم لم يعد مدعومًا       | |
| 3.3     | 10 مارس (أذار) 2010           | إصدار قديم لم يعد مدعومًا       | |
| 3.4     | 10 مارس (أذار) 2011           | إصدار قديم لم يعد مدعومًا       | |
| 3.5     | 5 مايو (أيار) 2012            | إصدار قديم لم يعد مدعومًا       | |
| 4.0     | 16 يونيو (حزيران) 2013        | إصدار قديم لم يعد مدعومًا       | في هذا الإصدار أعيدت كتابة طبقة واجهة المستخدم وواجهات برمجة التطبيقات الأساسية للمحرر |
| 4.1     | 18 يونيو (حزيران) 2014        | إصدار قديم لم يعد مدعومًا       | دعم هذا الإصدار لغة تأشير النص الترابطي 5 |
| 4.2     | 25 يونيو (حزيران) 2015        | إصدار قديم لم يعد مدعومًا       | أتى هذا الإصدار مزودا بواجهة مُسطحة وبأدوات لقص الصور، وتغيير الحجم، وإضافة المُرشحات والتأثيرات |
| 4.3     | 25 نوفمبر (تشرين الثاني) 2015 | إصدار قديم لم يعد مدعومًا       | دعم هذا الإصدار تغيير حجم أعمدة وصفوف الجدول وشريط أدوات الجدول المضمن، وواجهة برمجة تطبيقات الإشعارات، وواجهات برمجة التطبيقات لإنشاء أدوات غير قابلة للتعديل |
| 4.4     | 30 يونيو (حزيران) 2016        | إصدار قديم لم يعد مدعومًا       | تميز هذا الإصدار مزود بسمات متوسطة النمط، وبمحرر صور محسّن |
| 4.5     | 30 نوفمبر (تشرين الثاني) 2016 | إصدار قديم لم يعد مدعومًا       | أتى هذا الإصدار مزود بإضافات مثل لوحة الشريط الجانبي وواجهة مستخدم قائمة الإدراج، معربط المرساة المحسّن، بالإضافة إلى مكون إضافي لجدول المحتويات |
| 4.6     | 4 مايو (أيار) 2017            | إصدار قديم لم يعد مدعومًا       | تضمن هذا الإصدار تحسين تحرير الروابط، إلى جانب مكون إضافي جديد للمساعدة، وتم إسقاط الدعم لمتصفح إنترنت إكسبلورر |
| 4.7     | 3 أكتوبر (تشرين الأول) 2017   | إصدار قديم لم يعد مدعومًا       | تضمن هذا الإصدار سمات جديدة محسنة |
| 4.8     | 11 يوليو (تموز) 2018          | إصدار قديم لم يعد مدعومًا       | |
| 4.9     | 7 نوفمبر (تشرين الثاني) 2018  | إصدار قديم لم يعد مدعومًا       | |
| 5.0     | 4 فبراير (شباط) 2019          | إصدار قديم لم يعد مدعومًا       | أتى هذا الإصدار مزودا بطبقة واجهة مُستخدم محدثة بالكامل |
| 5.1     | 17 أكتوبر (تشرين الأول) 2019  | إصدار قديم لم يعد مدعومًا       | بدءًا من هذا الإصدار أصبحت جميع مكونات واجهة المستخدم الافتراضية تعمل على الأجهزة المحمولة بشكل رسمي |
| 5.2     | 3 فبراير (شباط) 2020          | إصدار قديم لم يعد مدعومًا       | أتى هذا الإصدار مزود بعنصر نائب. مع خيارات جديدة لشريط الأدوات، ةتحسينات في إمكانية الوصول. |
| 5.3     | 11 يونيو (حزيران) 2020        | إصدار قديم لم يعد مدعومًا       | أتى هذا الإصدار مزود بإعدادات افتراضية جديدة لموقع شريط الأدوات، وتم نقل علامة الاختيار الممكّنة على عناصر قائمة التبديل |
| 5.4     | 23 يوليو (تموز) 2020          | إصدار قديم لم يعد مدعومًا       | أضيفت في هذا الإصدار المزيد من التحسينات والإضافات إلى مكون الجدول |
| 5.5     | 20 أكتوبر (تشرين الأول) 2020  | إصدار قديم لم يعد مدعومًا       | في هذا الإصدار أصبحت الأنواع الأساسية من تايب سكريبت عامة |
| 5.6     | 8 ديسمبر (كانون الأول) 2020   | إصدار قديم لم يعد مدعومًا       | أتى هذا الإصدار مزود بخيار تخصيص جديدimages_file_types لتخصيص ملحقات ملفات الصور التي تم التعرف عليها |
| 5.7     | 24 فبراير (شباط) 2021         | إصدار قديم لم يعد مدعومًا       | دعم هذا الإصدار إمكانية تغيير حجم عمود الجدول عند إدراج أعمدة الجدول وحذفها |
| 5.8     | 5 مايو (أيار) 2021            | إصدار قديم لم يعد مدعومًا       | في هذا الإصدار تم تحديث المحرر الأساسي، مع إدخال مجموعة تغييرات إضافية على المكونات الإضافية المتميزة، أصبح من الممكن التحكم في مقبض تغيير حجم المحرر باستخدام لوحة المفاتيح. |
| 5.9     | 25 أغسطس (آب) 2021            | إصدار قديم لم يعد مدعومًا       | في هذا الإصدار تم تحديث المحرر الأساسي، وتحسين إدارة الجدول، والإعلان عن إيقاف استخدام العديد من المكونات الإضافية. |
| 5.10    | 10 أكتوبر (تشرين الأول) 2021  | إصدار قديم لم يعد مدعومًا       | أتى هذا الإصدار بمحرر أساسي محدث مع واجهة برمجة تطبيقات جديدة لمعرفة ما إذا كان من الآمن إدراج عنوان معرف الموارد الموحد في النطاق، مع إعلانات إهمال إضافية. |
| 6.0     | 3 مارس (أذار) 2022            | إصدار قديم ولكن لا يزال مدعومًا | بدءًا من هذا الإصدار لم يعد تايني إم سي إي يدعم متصفح ويب إنترنت إكسبلورر 11، وأصبح مُرخصا بموجب رخصة البرمجيات التجارية، مع إضافة العديد من وادهات برمجة التطبيقات الجديدة |
| 6.1     | 6 يونيو (حزيران) 2022         | إصدار قديم ولكن لا يزال مدعومًا | أتى هذا الإصدار مزودا بواجهة برمجة تطبيقات جديدة لسجل الأحداث، وخيار جديد لإظهار شريط جانبي محدد عند تشغيل المحرر، مع خيارات ووظائف متعددة أخرى. |
| 6.2     | 8 سبتمبر (أيلول) 2022         | إصدار قديم ولكن لا يزال مدعومًا | أتى هذا الإصدار مزودا بخيار جديد لتحديد العناصر غير القابلة للتحرير والتي يمكن تنسيقها، وخيار جديد لإضافة حقول البحث إلى أزرار قائمة شريط الأدوات، وإضافات تجارية جديدة للحواشي السفلية، وحقول دمج البريد، وتصحيح الأخطاء المطبعية تلقائيًا. |
| 6.3.1   | 6 ديسمبر (كانون الأول) 2022   | إصدار قديم ولكن لا يزال مدعومًا | تضمن هذا الإصدار إضافة خيارات جديدة مثل إضافة محرر الأكواد التجارية المتقدم، والذي أتاح فتح محرر الكود المصدر في نافذة التحرير بدلاً من مربع حوار متداخل، إلى جانب إضافة وظيفتين جديدتين في واجهة برمجة التطبيقات لاختيار الكلمات من موقع نقطة الإدراج، وإضافات أداة تجارية جديدة لإنشاء أكواد مضمنة بلغة أوراق الأنماط المتتالية، ولتنسيق المستندات باستخدام ما يُسمى بالطباعة الذكية. كما تضمن هذا الإصدار أيضًا إصلاح لثغرة برمجية نصية عبر المواقع CVE-2022-23494. |
| 6.4.0   | 16 مارس (أذار) 2023           | إصدار قديم ولكن لا يزال مدعومًا | أتى هذا الإصدار مزود بمكون شجرةtree جديد للاستخدام في الحوارات المخصصة، مع مكون إضافي جديد للقوالب المتقدمة التجارية؛ ووسائل واجهة برمجة تطبيقات جديدة؛ وخيار customxss_sanitization جديد لتعطيل تعقيم XSS؛ وكائنات وخيارات واجهة مستخدم جديدة. |
| 6.5     | 13 يونيو (حزيران) 2023        | إصدار قديم ولكن لا يزال مدعومًا | أتى هذا الإصدار مزودا بمكون إضافي جديد مفتوح المصدر لإنشاء أقسام مستند قابلة للتوسيع والطي؛ تحديثات لعشرات المكونات الإضافية التجارية؛ إعادة كتابة وترجمة نص المساعدة داخل التطبيق. |
| 6.6     | 12 يوليو (تموز) 2023          | إصدار قديم ولكن لا يزال مدعومًا | تضمن هذا الإصدار مكونا إضافيا تجاريا جديدا، وهو مساعد الذكاء الاصطناعي،والذي يمكنه الاستعلام عن روبوت المحادثة شات جي بي تي الخاص بشركة أوبن أيه آي، غير أن ذلك يتطلب مفتاح واجهة برمجة التطبيقات الخاص بشركة أوبن أي آي؛ كما تضمن الإصدار خصائص جديدة للتحكم في عرض مربع الحوار ومظهره وسلوكه. |
| 6.7.0   | 30 أغسطس (آب) 2023            | إصدار قديم ولكن لا يزال مدعومًا | أدخلت على هذا الإصدار مجموعة من التحديثات للعديد من المكونات الإضافية الخاصة بصلاحيات الوصول والقوالب والأنماط والأكواد المتقدمة، كما أضيف أمرين جديدين هما: InsertNewBlockBefore و InsertNewBlockAfter; UI إلى جانب إدخال تحسينات جديدة على واجهة المستخدم وتجربة المستخدم؛ مع عشرات إصلاحات الأخطاء والتغييرات. |
| 6.8     | 22 نوفمبر (تشرين الثاني) 2023 | إصدار قديم ولكن لا يزال مدعومًا | تضمن هذا الإصدار مجموعة من التحسينات التي أدخلت على القوالب المتقدمة، مع دعم محسّن للتجميع، والعديد من تحسينات إمكانية الوصول، بالإضافة إلى إصلاح 24 خطأ. |
| 7.0     | 20 مارس (أذار) 2024           | إصدار قديم ولكن لا يزال مدعومًا | أتى هذا الإصدار مزودا بميزات جديدة لتُحسين تجربة المستخدم وتُحسّن كفاءة سير العمل، مثل ميزة سجلّ المراجعة، ومحوّلات المستندات، كما احتوى هذا الإصدار على 27 تصحيح خطأ، وأصبح البرنامج مرخصا برخصة جنو العمومية-2.0 بدلا من رخصة البرمجيات التجارية |
| 7.1     | 8 مايو (أيار) 2024            | إصدار قديم ولكن لا يزال مدعومًا | قدم هذا الإصدار لأول مرة ميزة إضافة المعادلات الرياضية، وعمليات التكامل الجديدة لمساعد الذكاء الاصطناعي، كما احتوى على 22 إصلاحًا للأخطاء وتحسينات طفيفة. |
| 7.3     | 7 أغسطس (آب) 2024             | إصدار حديث مدعوم               | تضمن هذا الإصدار مُساعد الذكاء الاصطناعي المُتميز، والذي يسمح بإضافة ترجمة |
| 7.4     | 9 أكتوبر (تشرين الأول) 2024   | إصدار حديث مدعوم               | قدم هذا الإصدار لأول مرة خاصية سياق جديدة لجميع مكونات واجهة المستخدم، مع خيار جديد يتيح الاشتراك في خاصية الاحتفاظ بتعليقات الرياضيات باستخدام ترميزات محددة. |
| 7.5     | 6 نوفمبر (تشرين الثاني) 2024  | إصدار حديث مدعوم               | أتى هذا الإصدار مزود بدعم اختيار محسن للألوان |